# David Ferrie
David William Ferrie (28 de marzo de 1918 - 22 de febrero de 1967) fue un piloto estadounidense que, según el fiscal de distrito de Nueva Orleans, Jim Garrison, estaba involucrado en una conspiración para asesinar al presidente John F. Kennedy. Garrison también alegó que Ferrie conocía a Lee Harvey Oswald. Ferrie negó cualquier participación en una conspiración y dijo que nunca conoció a Oswald. Décadas más tarde, surgieron fotos que establecían que Ferrie había estado en la misma unidad de la Patrulla Aérea Civil que Oswald en la década de 1950, pero los críticos han argumentado que esto no prueba que Ferrie u Oswald estuvieran involucrados en un complot de asesinato.

## Primeros años de vida
Ferrie nació en Cleveland, Ohio. Era católico. Fue al Instituto St. Ignatius, a la Universidad John Carroll, al Seminario St. Mary donde estudió para sacerdote, y al Baldwin Wallace College. Luego pasó tres años en el Seminario St. Charles en Carthagena, Ohio. Sufría de alopecia areata, una rara enfermedad de la piel, que provoca la pérdida del vello corporal y cuya gravedad aumenta con la edad. Más adelante en la vida, para compensar la pérdida de cabello, Ferrie usó una peluca casera rojiza y cejas postizas.
En 1944 Ferrie dejó St. Charles debido a una "inestabilidad emocional". Él obtuvo una licencia de piloto y empezó a enseñar aeronáutica en el Instituto Benedictino de Cleveland. Fue despedido del instituto por varias infracciones, incluyendo el llevar a chicos a una casa de prostitución. Luego se convirtió en inspector de seguros y, en 1951, se mudó a Nueva Orleans donde trabajó como piloto para Eastern Air Lines, hasta que perdió su trabajo en agosto de 1961, luego de ser arrestado dos veces por cargos morales.
Ferrie estuvo involucrado con la Patrulla Aérea Civil de varias maneras: comenzó como miembro sénior (un miembro adulto) con el Quinto Escuadrón de Cleveland en el Aeropuerto Hopkins en 1947. Cuando se mudó a Nueva Orleans, se trasladó al Escuadrón de Cadetes de Nueva Orleans en el Aeropuerto Lakefront. Allí se desempeñó como instructor y luego como Comandante. Después de que un piloto cadete entrenado en Ferrie falleciera en un accidente en diciembre de 1954, se rechazó la reelección anual de Ferrie. Se le pidió que fuera un instructor de educación aeroespacial invitado en un escuadrón más pequeño en el aeropuerto de Moisant, y dio una conferencia allí de junio a septiembre de 1955. El 27 de julio de 1955, Lee Harvey Oswald, de 15 años, se unió a este escuadrón.
En marzo de 1958, un ex cadete convertido en comandante invitó a Ferrie a regresar al Escuadrón de Cadetes de Nueva Orleans. Ferrie sirvió extraoficialmente durante un tiempo y fue reinstalado como oficial ejecutivo en septiembre de 1959. Ferrie abandonó el escuadrón en junio de 1960 después de un desacuerdo durante un vivac. En septiembre de 1960, fundó su propio escuadrón no oficial, llamado Metairie Falcon Cadet Squadron. Una rama de este grupo fue la Unidad de Seguridad Móvil Interna, un grupo formado para la lucha contra la Cuba de Fidel Castro. A lo largo de los años, usó sus escuadrones oficiales y no oficiales para desarrollar relaciones inapropiadas con niños de entre 14 y 18 años, y sus arrestos en agosto de 1961 hicieron que los Falcons se replegaran.
Ferrie se describió a sí mismo como un liberal en cuestiones de derechos civiles, y era "rabiosamente anticomunista", a menudo acusando a las administraciones presidenciales estadounidenses anteriores de "venderse" al comunismo. Ferrie inicialmente apoyó la campaña de Fidel Castro contra Fulgencio Batista en Cuba, pero a mediados de 1959 se convenció de que Castro era comunista. Según el Comité Selecto de Asesinatos de la Cámara de los Estados Unidos, Ferrie "... encontró una salida para su fanatismo político en el movimiento anticastrista". A principios de 1961, Ferrie estaba trabajando con el exiliado cubano de derecha Sergio Arcacha Smith, jefe del Frente Revolucionario Democrático Cubano respaldado por la Agencia Central de Inteligencia en Nueva Orleans. Ferrie pronto se convirtió en el "socio entusiasta de las actividades contrarrevolucionarias" de Arcacha Smith. Ambos estuvieron involucrados en una redada a fines de 1961 en un depósito de municiones en Houma, Luisiana, "... en el que se robaron varias armas, granadas y municiones".
Ferrie hablaba a menudo con grupos empresariales y cívicos sobre cuestiones políticas. En julio de 1961, Ferrie pronunció un discurso anti-Kennedy ante el capítulo de Nueva Orleans de la Orden Militar de Guerras Mundiales, en el que "su tema fue la administración presidencial y el fiasco de la invasión de Bahía de Cochinos". En su discurso, Ferrie atacó al presidente Kennedy por negarse a brindar apoyo aéreo a la fuerza invasora de exiliados cubanos de Bahía de Cochinos. La diatriba de Ferrie contra Kennedy fue tan ofensiva que se le pidió que abandonara el atril. Ferrie admitió ante el FBI, después del asesinato, que al hablar de Kennedy, podría haber usado la expresión "Deberían fusilarlo". Ferrie insistió, sin embargo, en que estas palabras eran simplemente "una expresión informal o coloquial".
A principios de la década de 1960, Ferrie se involucró con Guy Banister, exagente especial en el cargo (Special Agent In Charge, SAC) de la oficina del FBI en Chicago, activista político de derecha, segregacionista e investigador privado. Banister también trabajó con el socio de Ferrie, Sergio Arcacha Smith. A principios de 1962, tanto Banister como Arcacha Smith tenían oficinas en el edificio Newman en la esquina de 544 Camp Street / 531 Lafayette Street, Nueva Orleans.
En febrero de 1962, Banister ayudó a Ferrie en su disputa con Eastern Airlines con respecto a "... cargos presentados [contra Ferrie] por la aerolínea y la policía local de Nueva Orleans por delitos contra la naturaleza y extorsión". Durante este período, Ferrie fue visto a menudo en la oficina de Banister. Banister testificó sobre el "buen carácter" de Ferrie en una audiencia de la junta de quejas de una aerolínea en el verano de 1963.
Según varios testigos, Ferrie y Banister también trabajaron juntos en el otoño de 1963 para el abogado G. Wray Gill, en nombre del cliente de Gill, el jefe de la mafia de Nueva Orleans Carlos Marcello, en un intento de bloquear la deportación de Marcello a Guatemala. Sobre un asunto relacionado, el Comité Selecto de Asesinatos de la Cámara de Representantes declaró que "Un informe no confirmado de la Patrulla Fronteriza de febrero de 1962 alega que Ferrie fue el piloto que llevó a Carlos Marcello de regreso a los Estados Unidos desde Guatemala después de haber sido deportado en abril de 1961 como parte de la represión del Fiscal General de los Estados Unidos, Robert F. Kennedy, contra el crimen organizado ". Otro informe, este del FBI, "... indicó que Marcello ofreció a Arcacha Smith [socio de Ferrie]  un trato por el cual Marcello haría una donación sustancial al movimiento [anticastrista] a cambio de concesiones en Cuba después del derrocamiento de Castro."

## Acusaciones de participación en el asesinato de Kennedy
En la tarde del 22 de noviembre de 1963, el día en que John F. Kennedy fue asesinado y el día en que Carlos Marcello fue absuelto en su caso de deportación, el investigador privado de Nueva Orleans Guy Banister y uno de sus empleados, Jack Martin, estaban bebiendo juntos en un bar. A su regreso a la oficina de Banister, los dos hombres tuvieron una acalorada discusión. Según Martin, Banister dijo algo a lo que Martin respondió: "¿Qué vas a hacer? ¿Me matarás como todos ustedes hicieron con Kennedy?" Banister sacó su revólver Magnum .357 y golpeó varias veces a Martin. Martin, gravemente herido, se dirigió en ambulancia al Charity Hospital.
En los días siguientes, Jack Martin dijo a periodistas y autoridades que Ferrie podría haber estado involucrado en el asesinato. Martin le dijo a la policía de Nueva Orleans que Ferrie "se suponía que había sido el piloto de fuga en el asesinato". Dijo que Ferrie había amenazado la vida de Kennedy, incluso esbozando planes para matarlo, y que Ferrie podría haberle enseñado a Oswald a usar un rifle con mira telescópica. Martin también afirmó que Ferrie había conocido a Oswald de sus días en la Patrulla Aérea Civil de Nueva Orleans, y que había visto una fotografía, en la casa de Ferrie, de Oswald en un grupo de Patrulla Aérea Civil.
Las acusaciones de Martin pronto volvieron a Ferrie, quien se puso en contacto con varios de sus antiguos asociados de la Patrulla Aérea Civil. El ex cadete Roy McCoy le dijo al FBI que "Ferrie había venido a buscar fotografías de los cadetes para ver si Oswald aparecía en alguna foto del escuadrón de Ferrie".
Jack Martin también le dijo al agente de fianzas Hardy Davis que había escuchado en la televisión que la tarjeta de la biblioteca de Nueva Orleans de Ferrie había sido encontrada en posesión de Oswald cuando fue arrestado en Dallas. Davis informó de esto al empleador de Ferrie, el abogado G. Wray Gill. (De hecho, no se encontró tal tarjeta de biblioteca entre las posesiones de Oswald). Posteriormente, Ferrie visitó a la ex casera de Oswald en Nueva Orleans y a un ex vecino sobre este informe. Ferrie pudo presentar su tarjeta de la biblioteca a los agentes del FBI que lo entrevistaron el 27 de noviembre de 1963.
Martin también afirmó que Ferrie había conducido desde Nueva Orleans a Texas la noche del asesinato. Cuando fue interrogado por el FBI, Ferrie declaró que él y dos amigos condujeron 350 millas (560 km) hasta la pista de patinaje Winterland en Houston, a unas 240 millas (390 km) de Dallas, esa noche. Ferrie dijo que "... había estado considerando durante algún tiempo la viabilidad y la posibilidad de abrir una pista de patinaje sobre hielo en Nueva Orleans" y quería recopilar información sobre el negocio de las pistas de hielo. "Dijo que se presentó a [el gerente de la pista] Chuck Rolland y habló con él extensamente sobre el costo de instalación y operación de la pista". Sin embargo, Rolland dijo que nunca le habló a Ferrie sobre llevar una pista de hielo. Rolland dijo que Ferrie había pasado su tiempo en el teléfono público de la pista, haciendo y recibiendo llamadas.
El 25 de noviembre, Martin fue contactado por el FBI. Martin le dijo al FBI que Ferrie podría haber hipnotizado a Oswald para que asesinara a Kennedy. El FBI consideró que la evidencia de Martin no era confiable. Sin embargo, los agentes del FBI entrevistaron a Ferrie dos veces sobre las acusaciones de Martin. Ferrie afirmó que en junio de 1963 había estado involucrado en un altercado con Martin, en el que lo había echado de la oficina del abogado G. Wray Gill. El FBI también entrevistó a unas veinte personas más en relación con las acusaciones de Martin. El FBI dijo que no pudo desarrollar un caso sustancial contra Ferrie. Una investigación realizada por el Comité Selecto de Asesinatos de la Cámara de Representantes, realizada una década y media después, concluyó que la "... investigación general del FBI sobre el problema de 544 Camp Street en el momento del asesinato no fue exhaustiva".
Parte de esta información llegó a Jim Garrison, el fiscal de distrito de Nueva Orleans, que se había interesado cada vez más en el asesinato después de una reunión casual con el senador Luisiana Russell Long a fines de 1966. Garrison dijo que Long le contó : "Esos tipos de la Comisión Warren estaban completamente equivocados. No hay forma en el mundo de que un hombre pudiera haber disparado a Jack Kennedy de esa manera".
En diciembre de 1966, Garrison entrevistó a Jack Martin. Martin afirmó que durante el verano de 1963, Ferrie, Banister, Oswald y un grupo de exiliados cubanos anticastristas estuvieron involucrados en operaciones contra la Cuba de Castro que incluyeron actividades de contrabando de armas y robo de armerías. Garrison escribió más tarde: "El aparato Banister [...] era parte de una línea de suministro que corría a lo largo del corredor Dallas-Nueva Orleans-Miami. Estos suministros consistían en armas y explosivos para usar contra la Cuba de Castro".
Según el testimonio de la secretaria personal de Banister, Delphine Roberts, Ferrie y Oswald eran visitantes frecuentes de la oficina de Banister en 1963. Ella recordaba a Ferrie como "uno de los agentes". "Muchas veces, cuando entró en la oficina, usó la oficina privada detrás de la de Banister, y me dijeron que estaba haciendo un trabajo privado. Creía que su trabajo estaba relacionado de alguna manera con la CIA en lugar del FBI [...]" El Comité Selecto de Asesinatos de la Cámara de Representantes investigó las afirmaciones de Roberts y dijo que "debido a las contradicciones en las declaraciones de Roberts al comité y la falta de corroboración independiente de muchas de sus declaraciones, no se pudo determinar la confiabilidad de sus declaraciones".
Mientras Garrison continuaba su investigación, se convenció de que un grupo de extremistas de derecha, incluidos Ferrie, Banister y Clay Shaw, estaban involucrados en una conspiración con elementos de la CIA para matar a John F. Kennedy. Garrison afirmó más tarde que el motivo del asesinato fue la ira por los intentos de Kennedy de obtener un acuerdo de paz tanto en Cuba como en Vietnam. Garrison también creía que Shaw, Banister y Ferrie habían conspirado para convertir a Oswald en un chivo expiatorio en el asesinato de JFK.

## Muerte
El 22 de febrero de 1967, menos de una semana después de que el periódico vespertino «New Orleans States-Item» revelara la historia de la investigación de Garrison, Ferrie fue encontrado muerto en su apartamento. Se encontraron dos cartas mecanografiadas sin firmar y sin fecha en el apartamento de Ferrie: la primera, encontrada en un montón de papeles, era una palabrería sobre el sistema judicial, que comenzaba con "Dejar esta vida es, para mí, una dulce perspectiva". La segunda nota fue escrita a Al Beauboeuf, amigo de Ferrie a quien le legó todas sus posesiones. Garrison dijo que consideraba la muerte de Ferrie como un suicidio, pero agregó que "no descarto el asesinato". El ayudante de Garrison, Lou Ivon, declaró que Ferrie lo llamó por teléfono el día después de que se conociese la historia de la investigación de Garrison y le dijo: "Sabes lo que me hace esta noticia, ¿no? Soy hombre muerto. De aquí en adelante, créeme, soy hombre muerto ... ".
La autopsia de Ferrie fue realizada por el forense de Orleans Parish Nicholas Chetta y el patólogo Ronald A. Welsh. Concluyeron que no había evidencia de suicidio o asesinato y que Ferrie murió de una hemorragia cerebral masiva debido a un aneurisma intracraneal de baya congénito que se había roto en la base de su cerebro. Al enterarse de los hallazgos del forense, Garrison dijo: "Supongo que podría ser una extraña coincidencia que la noche en que Ferrie escribió dos notas de suicidio, muriera por causas naturales". El 1 de marzo de 1967, Garrison hizo arrestar a Shaw y lo acusó de conspirar para asesinar al presidente Kennedy.
Jack Wardlaw, entonces con el ahora desaparecido periódico «New Orleans States-Item», y su compañera periodista Rosemary James, nativa de Carolina del Sur, fueron coautores de «Trama o política» («Plot or Politics»), un libro de 1967 que discrepa de la investigación de Garrison. Wardlaw ganó un premio de la Associated Press por su historia sobre la muerte de Ferrie.

## Posible conexión con Jack Ruby
En enero de 1967 Jim Garrison obtuvo registros telefónicos de 1962-63 del abogado G. Wray Gill, para quien David Ferrie había trabajado como investigador a tiempo parcial. Los registros mostraban una llamada a Chicago al número WH 4-4970.
Garrison escribe que más tarde se encontró con el mismo número de Chicago entre los registros telefónicos de los volúmenes de Audiencias de la Comisión Warren. La llamada había sido hecha por el vendedor ambulante Lawrence Meyers, un amigo casual de Jack Ruby, a la señora Jean Aase (también conocida como Jean West). Los registros se incluyeron en las pruebas de la Comisión porque Aase había acompañado a Meyers en un viaje de negocios a Dallas la noche del 20 de noviembre de 1963.
Garrison señaló que en la noche del 21 de noviembre, Meyers y su compañera visitaron el Club Carousel de Ruby, donde Meyers presentó a Aase al propio Ruby, y "los tres se sentaron en una mesa cerca de la puerta y charlaron". Más tarde esa noche, Ruby se unió brevemente a Meyers y Aase en el Cabana para tomar una copa, donde fue presentado al hermano de Meyers, Eddie, en la ciudad para una convención de embotelladores de Pepsi Cola, así como a la esposa de Eddie, Thelma. Ruby se quedó solamente unos minutos, explicando que tenía que volver al Carrusel a recoger los recibos de la noche.
El 22 de noviembre de 1963 asesinaron a Kennedy en Dallas y el 24 de noviembre Jack Rubby asesinó a Oswald.

## Acusaciones sobre una relación entre Ferrie y Oswald
En 1979, el Comité Selecto de Asesinatos de la Cámara de Representantes declaró en su Informe Final que Oswald, que había estado viviendo en Nueva Orleans en el verano de 1963, había establecido contacto con cubanos anticastristas y "aparentemente" con el activista estadounidense anticastrista Ferrie. El Comité también consideró "creíble y significativo" el testimonio de seis testigos que colocaron a Oswald y Ferrie en Clinton, Luisiana, en septiembre de 1963. Uno de los testigos fue la presidenta del Congreso de Igualdad Racial (CORE), Corrie Collins. Collins identificó una fotografía de Ferrie en el juicio de Clay Shaw, diciendo: "[...] pero lo más destacado de él [Ferrie] eran sus cejas y su cabello. No parecían reales, en otras palabras, no eran naturales, no parecía como si fueran cabello real".
Una publicación posterior de declaraciones de testigos tomadas por los investigadores de Garrison en 1967, no disponibles para la HSCA, mostró contradicciones en el testimonio de los testigos dados en 1969 y 1978. Por ejemplo, el investigador de Garrison Andrew Sciambra le mostró a Collins una foto de Ferrie en enero de 1968 y (en palabras de Sciambra) "dijo que recuerda haber visto a este hombre cerca de Clinton en algún lugar, pero que no puede estar seguro de dónde ni cuándo". Sin embargo, más tarde, en el juicio de Shaw, colocó a Ferrie en compañía de Shaw y Oswald.
En 1979, el Comité Selecto de Asesinatos de la Cámara declaró que los registros disponibles "daban credibilidad sustancial a la posibilidad de que Oswald y [David] Ferrie hubieran estado involucrados en la mismo unidad de la C.A.P. [Patrulla Aérea Civil, Civil Air Patrol] durante el mismo período de tiempo". Los investigadores del comité encontraron seis testigos que dijeron que Oswald había estado presente en las reuniones de la Patrulla Aérea Civil encabezadas por Ferrie.

### Fotografía de «Frontline»
En 1993, el programa de televisión de la PBS «Frontline» obtuvo una fotografía de grupo, tomada ocho años antes del asesinato, que mostraba a Oswald y Ferrie en una comida al aire libre con otros cadetes de la Patrulla Aérea Civil. El productor ejecutivo de «Frontline», Michael Sullivan, dijo, "hay que tener cuidado al atribuir su significado. La fotografía da mucho apoyo a los testigos presenciales que dicen que vieron a Ferrie y Oswald juntos en el CAP, y hace que la negativa de Ferrie de haber conocido alguna vez a Oswald menos creíble. Pero eso no prueba que los dos hombres estuvieran juntos en 1963, ni que estuvieran involucrados en una conspiración para matar al presidente". El escritor John C. McAdams escribió: "La foto no prueba que alguna vez se conocieron o hablaron entre ellos, sino sólo que estuvieron en la organización al mismo tiempo".

## Representaciones
Ferrie fue interpretado por el actor Joe Pesci en la película de Oliver Stone «JFK» (1991), por Tobin Bell en la película «Ruby» (1992) y por Louis Vanaria en la película «The Irishman» (2019), también protagonizada por Pesci.